# Zona Especial de Conservación Río Saja

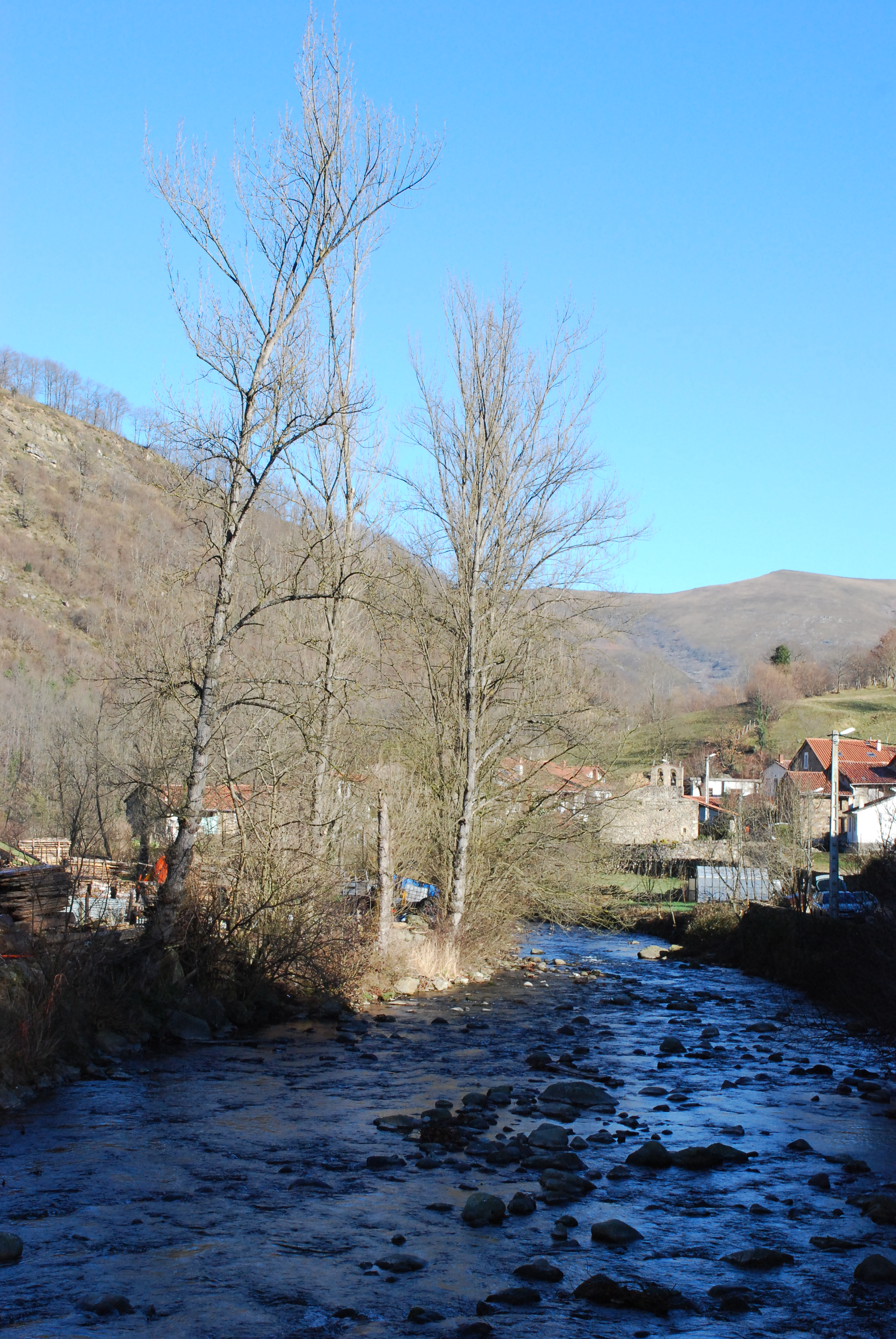
Río Saja a su paso por la localidad de Saja en el municipio de Los Tojos, Cantabria, España.

La Zona Especial de Conservación Río Saja es un Espacio Natural Protegido de Cantabria, declarado Lugar de Importancia Comunitaria por Decisión de la Comisión Europea de 7 de diciembre de 2004, y designado posteriormente Zona Especial de Conservación mediante el Decreto 19/2017 del Consejo de Gobierno de Cantabria, e incluido en la Red de Espacios Naturales Protegidos de Cantabria por la Ley de Cantabria 4/2006, de 19 de mayo, de Conservación de la Naturaleza.
Comprende el curso principal del Saja aguas arriba del Puente de Santa Lucía, y sus principales afluentes como el río Argoza. 
Con una superficie de 321,28 ha, comprende territorio de la Mancomunidad Campoo-Cabuérniga y de los municipios de Los Tojos, Cabuérniga, Ruente, Mazcuerras y Cabezón de la Sal. 
Entre las especies más representativas encontramos el cangrejo de río (Austropotamobius pallipes), la nutria paleártica (Lutra lutra) o el desmán ibérico (Galemys pyrenaicus).